# Governo de Unidade e Reconciliação Nacional
Governo de Unidade e Reconciliação Nacional foi desde 1992 até 2008 a designação do Governo de Angola. Actualmente, a designação é Governo da República de Angola.